# Thorne
Thorne – miasto i civil parish w Wielkiej Brytanii, w Anglii, w regionie Yorkshire and the Humber, w hrabstwie South Yorkshire, w dystrykcie metropolitalnym Doncaster. Leży na wschodnim brzegu rzeki Don, nad kanałem Stainforth and Keadby Canal, 15,5 km od miasta Doncaster, 42 km od miasta Sheffield i 241 km od Londynu. W 2011 roku civil parish liczyła 17 295 mieszkańców.